# シーグルド・レヴェレンツ

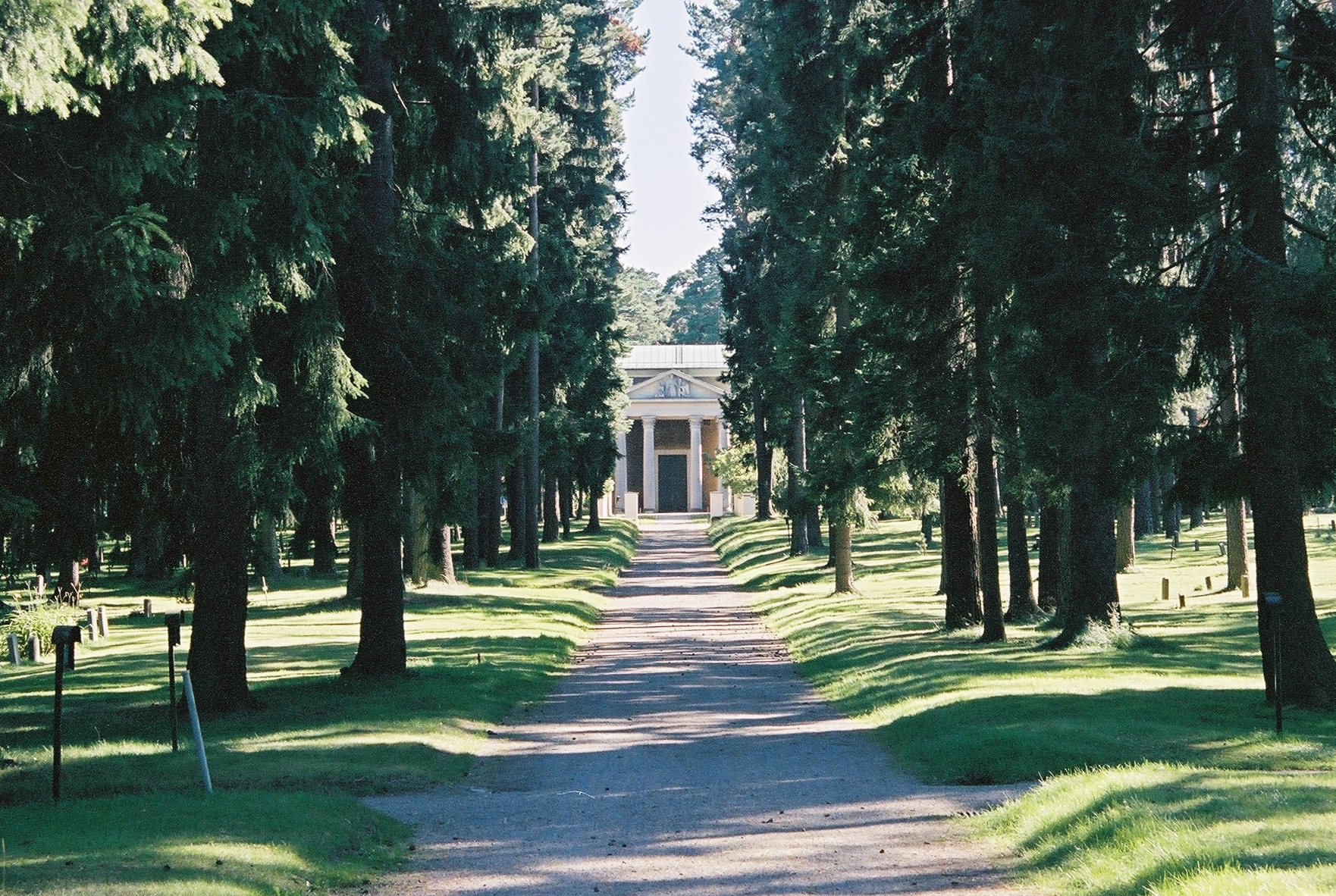
復活教会

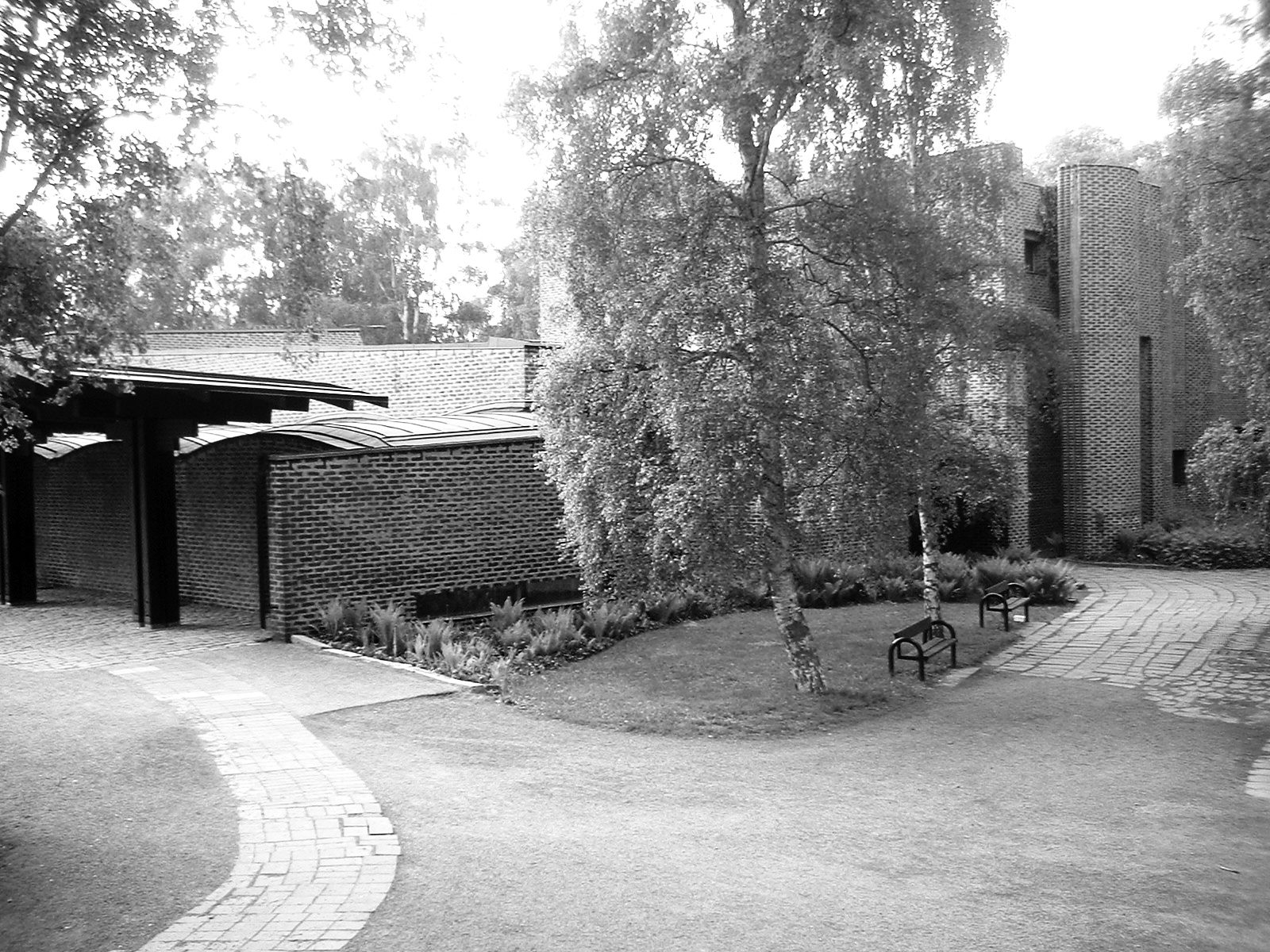
聖マルコ教会

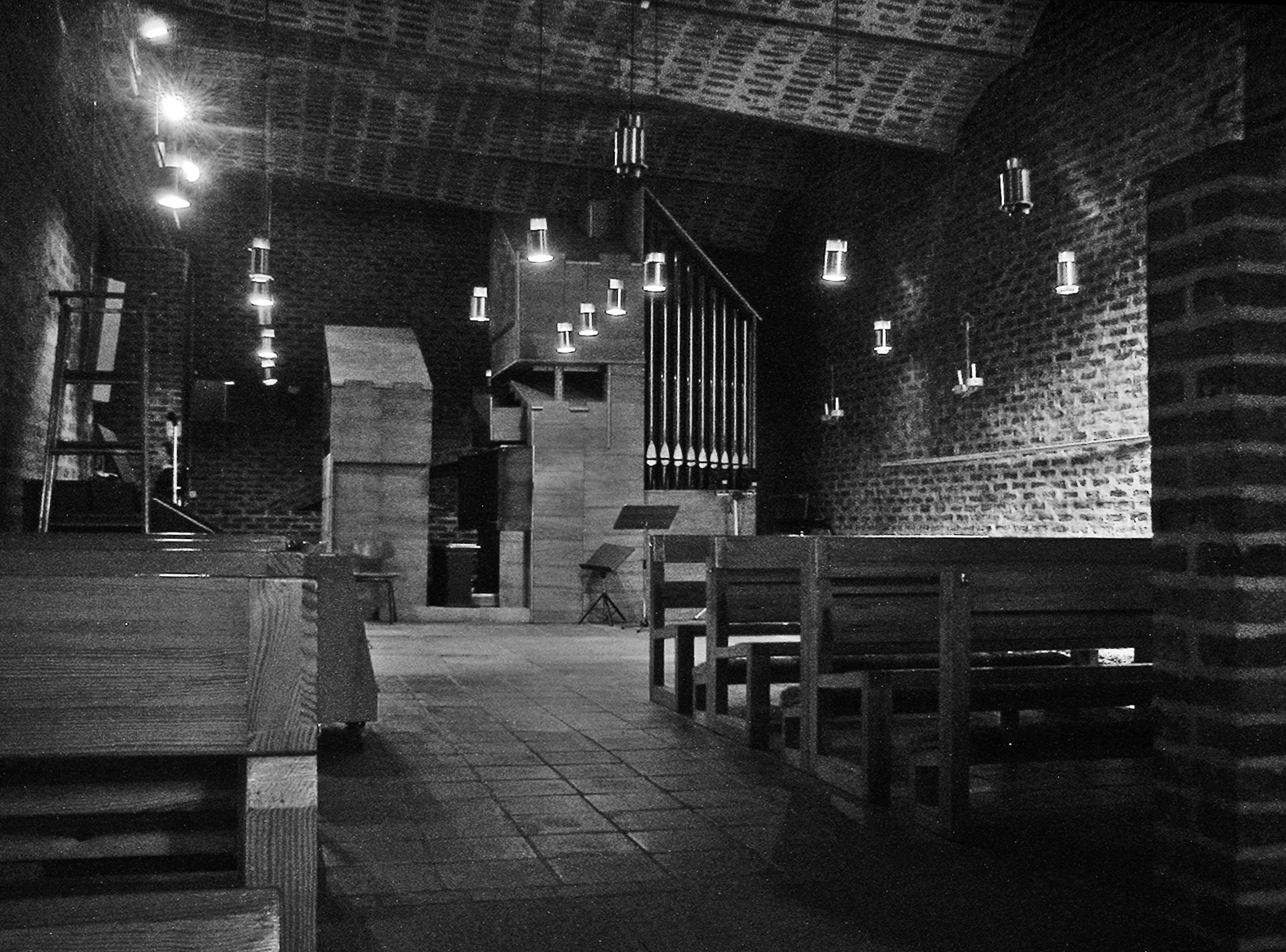
聖マルコ教会内部

シーグルド・レヴェレンツ（Sigurd Lewerentz 、1885年-1975年）は、スウェーデンの建築家。エリック・グンナール・アスプルンドとともにスコーグスシュルコゴーデン（1932年）を担当した。

## 生涯
1905年から1908年にヨーテボリにあるチャルマース工科大学で機械技術者としての訓練を受け、その後ドイツで建築設計の見習いを始めた。クララ・スクールと呼ばれる私設学校の同級生で会合を介してグンナール・アスプルンドと出会い、墓地の設計に関わるようになった。
その後スウェーデン美術工芸界で知られる存在になり、持ち家運動や墓地改善運動などで活躍したという。1911年ストックホルムで最初に自身の事務所を開設。
1914年から1915年にかけて行われるストックホルムサウス（ウッドランド）墓地設計競技にグンナール・アスプルンドと組み、当選。このプロジェクトは、2人は最初共同で設計していたが、発表時はアスプルンドが単独で設計を担当。レヴェレンツは復活の礼拝堂を担当するが、1934年、レヴェレンツはプロジェクトを降ろされる。1940年、アスプルンドの死後は一人で自身の死の直前まで担当した。
アスプルンドと共に主任建築家に任命されたストックホルム国際展（1930年）の出来映えに幻滅し、その後建築設計から遠ざかった。1940年からは工場を購入し、ストックホルムの地下鉄網拡張の為の製品創作、窓や自身の設計の建築部品を生産する工場を経営していた。
シーグルド・レヴェレンツはエリック・ララーステッド、ダヴィッド・ヘルデンと共に1933年から1944年の間に、機能主義建築の傑作の一つとみなされているマルメ歌劇場を設計した。ホワイエは特にその開口部と美しい大理石の階段で特に美しく、それは、カール・ミレスとアイザック・グリューネヴァルトといった芸術家による芸術作品で飾られている。この建築で1950年に、レヴェレンツはプリンス・エウシェン勲章を受章している。 
人生の最後の10年間で、彼はストックホルムのビョルクハーゲン地区の聖マルコ教会（1956年）、スコーネ県クリッパンの聖ペトロ教会（1963年-1966年）の2つの教会で設計に復帰した
。
1969年までは「マルメ東部墓地」プロジェクトや他の墓地・墓苑設計に取り組む。マルメ東部墓地は1916年に入選したコンペ案を元に長い年月をかけて計画が進められた。第一回スウェーデン建築賞を受賞した。ルンドで亡くなるまで、コンペの提案や家具のデザインをし続けた
。